# 馬雲龍
馬雲龍（？—？），號渥宇，山东济南府章丘县人。

## 生平
萬曆四十六年（1618年）戊午科山东乡试举人，崇祯十三年（1640年）庚辰科進士，户部观政，官北直武强县知县。